# Bivinus van Metz
Bivinus van Metz (circa 822 - 865/869) was de Frankische edelman en lid van het huis Bosoniden.

## Levensloop
Bivinus zou een zoon geweest zijn van graaf Richard van Amiens. 
Hij was graaf van de Ardennen en vanaf 842 mogelijk graaf van Metz. Tussen 855 en 856 benoemde koning Lotharius II van Lotharingen hem ook tot lekenabt van de Abdij van Gorze. Onder zijn bewind kwam de abdij in verval en omdat hij als abt een gebrek aan discipline zou hebben toegestaan, werd hij gedwongen om zijn functie van abt in 863 af te geven aan een klerk genaamd Betton.
Hij stierf tussen 865 en 869.

## Huwelijk en nakomelingen
Bivinus was gehuwd met Richildis (overl. na 910), waarschijnlijk een dochter van graaf Boso van Arles, de stamvader van het huis Bosoniden. Ze kregen volgende kinderen:
- Boso (844-887), koning van Provence
- Richildis (845-910), huwde in 870 met de West-Frankische koning Karel de Kale
- Richard (855-921), hertog van Bourgondië
- Bivinus, mogelijk graaf van Metz